# Наход
На́ход (чеськ. Náchod) — місто в Чехії в Краловоградецькому краї, адміністративний центр однойменного округу.

## Загальні відомості
Населення 20 тис. жит. (2012). Місто веде свою історію від Находського замку, побудованого лицарем Гроном з Начерадіц в середині XIII століття на стратегічно важливому шляху, по якому проходила дорога з Чехії до Польщі.

## Відомі люди
- Вратіслав Локвенц — футболіст,
- Йозеф Тошовський — фінансист і державний діяч,
- Ян Летцель — архітектор,
- Франтішек Кодеш — математик і астроном,
- Емма Левенштамм — художниця, графікиня, скульпторка.